# Руперт (река)
Руперт  (англ. Rupert River) — река в Квебеке (Канада). Длина — 763 км, площадь водосбора — 43 400 км², среднегодовой расход воды — 900 м³/с.
Берёт начало из озера Мистассини на высоте 372 м. Впадает в бухту Руперт залива Джеймс у посёлка Уоскаганиш, ранее носившего название Форт-Руперт.
Открыта в 1668 году, названа по имени Принца Руперта, первого руководителя Компании Гудзонова залива.

## Галерея
- Бассейн реки Руперт показан жёлтым